# Papiro Oxirrinco 92
El Papiro Oxirrinco 92 también llamado P. Oxy. 92 es una orden de pago escrita en griego y descubierta en Oxirrinco, Egipto. Fue redactada el 15 de octubre del 336. En la actualidad se conserva en la biblioteca Houghton, de la Universidad de Harvard, Estados Unidos.

## Documento
El documento fue enviado a Ofellius, con el fin de pagar diez jarras de vino nuevo "para el servicio de la casa del terrateniente", y un frasco para Amethystus, un cirujano veterinario. Fue escrito por Aphtonius, hijo de Serapión. Las mediciones del fragmento son 62 por 252 mm.
Fue descubierto por Bernard Pyne Grenfell y Arthur Surridge Hunt en 1897, en Oxirrinco, Egipto. El texto fue publicado por Grenfell y Hunt en 1898. El fragmento fue examinado también por Karl Wessely.